# 城資盛
城 資盛（じょう すけもり）は、平安時代末期から鎌倉時代初期にかけての武将。桓武平氏維茂流越後平氏の城氏の一族。

## 概要
養和元年（1181年）春に父の資永が急死すると城氏の家督は叔父の長茂（助茂）が継承するが、同年の横田河原の戦いの敗北などを経てその勢力は急速に衰退する。文治4年（1188年）頃に長茂が源頼朝に降伏した後は、資盛は再起を期して越後周辺に潜伏していたと見られる。
十数年を経た建仁元年（1201年）に至り、越後において叔母の坂額御前とともに挙兵し、周辺地域の御家人を圧倒する（建仁の乱）。これに対し鎌倉幕府は佐々木盛綱を大将とする追討軍を派遣させた。反乱軍は要害の下越地方の鳥坂城（現・新潟県胎内市）に拠って善戦するが、最終的には坂額が負傷し捕虜となったことから総崩れとなり、資盛は脱出して行方不明となった。その後は北上して出羽に潜伏したと伝わるが、消息は定かではない。
後世、戦国時代において資盛の末裔とされる一族が上杉謙信や徳川家康に仕えたとされるが、系譜上のつながりは同時代の木曾氏と同様に後世の仮冒の可能性が高いと伝わる。